# Классификация Энриквеса — Кодайры
Классификация Энриквеса — Кодайры — это классификация компактных комплексных поверхностей на десять классов. Для каждого из этих классов поверхности этих классов можно параметризовать пространством модулей. Для большинства классов пространства модулей хорошо проработаны, но для класса поверхностей общего типа пространства модулей слишком сложны для явного описания, хотя некоторые компоненты известны.
Макс Нетёр начал систематическое изучение алгебраических поверхностей, а Гвидо Кастельнуово доказал важные части классификации. Энриквес описал классификацию комплексных проективных поверхностей. Кодайра позднее расширил классификацию, включив в неё неалгебраические компактные поверхности.
Аналогичную классификацию поверхностей в характеристике p > 0 начал Мамфорд и завершили Бомбиери и Мамфорд. Классификация похожа на случай проективных поверхностей в характеристике 0, за исключением того, что получаем также сингулярные и суперсингулярные поверхности Энриквеса в характеристике 2 и квазигиперэллиптические поверхности в характеристиках 2 и 3.

## Утверждение классификации

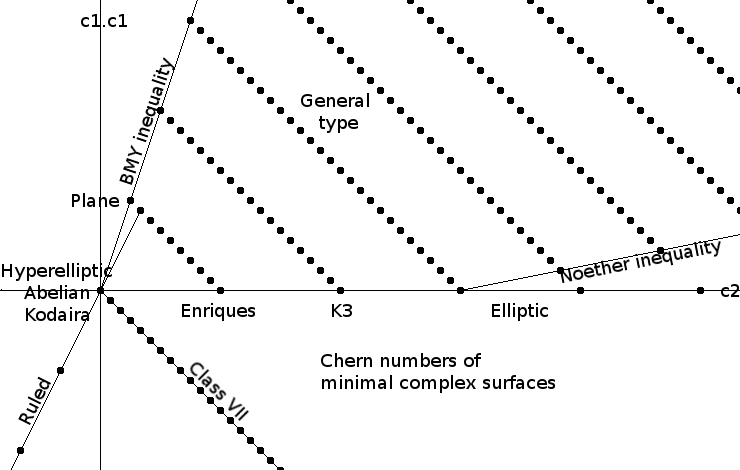
Числа Чженя минимальных комплексных поверхностей

Классификация Энриквеса — Кодайры компактных комплексных поверхностей утверждает, что любая неособая минимальная компактная комплексная поверхность принадлежит в точности одному из 10 типов, перечисленных на этой странице. Другими словами, это одна из рациональных, линейчатых (рода >0), типа VII, K3, поверхностей Энриквеса, Кодайры, торических, гиперболических, собственных квазиэллиптических или поверхностей общего типа.
Для 9 классов поверхностей, отличных от общего типа, существует достаточно полное описание того, как выглядят все поверхности (которое для класса VII зависит от гипотезы о глобальной сферической оболочке, которая остаётся недоказанной). Для поверхностей общего типа известно не так много об их явной классификации, хотя найдено много примеров.
Классификация алгебраических поверхностей в положительной характеристике похожа на классификацию алгебраических поверхностей в характеристике 0, за исключением того, что нет поверхностей Кодайры или поверхностей типа VII, а существуют некоторые дополнительные семейства поверхностей Энриквеса в характеристике 2 и гиперэллиптических поверхностей в характеристиках 2 и 3. Кроме того, для размерности Кодайры 1 в характеристиках 2 и 3 допускается квазиэллиптическое расслоение. Эти дополнительные семейства можно понять следующим образом: в характеристике 0 эти поверхности являются факторами поверхностей по конечным группам, но в конечной характеристике можно также взять факторы по конечным групповым схемам, не являющимися этальными.
Оскар Зарисский построил несколько поверхностей в положительной характеристике, являющихся унирациональными, но не рациональными, которые получаются из несепарабельных расширений (поверхности Зарисского). Для положительной характеристики Серр показал, что {\displaystyle h^{0}(\Omega )} может отличаться от {\displaystyle h^{1}(O)}, а Игуса показал, что даже если они совпадают, они могут быть больше иррегулярности (размерности многообразия Пикара).

## Инварианты поверхностей

### Числа Ходжа и размерность Кодайры
Большинство важных инвариантов компактных комплексных поверхностей, используемых при классификации, могут быть даны в терминах размерностей различных групп когомологий когерентных пучков. Основными являются плюрироды и числа Ходжа, определяемые следующим образом:
- K — каноническое линейное расслоение[англ.]*, сечениями которого являются голоморфные 2-формы.
- {\displaystyle P_{n}=\mathrm {dim} \,H^{0}(K^{n})} для n ≥ 1 — плюрироды. Они являются бирациональными инвариантами, то есть инвариантами относительно раздутий. Используя теорию Зайберга — Виттена, Фридман и Морган показали, что для комплексных многообразий плюрироды зависят лишь от лежащих в основе ориентированных гладких 4-многообразий. Для некэлеровых поверхностей плюрироды определяются фундаментальной группой, но для кэлеровых поверхностей существуют примеры гомеоморфных поверхностей, имеющих разные плюрироды и размерности Кодайры. Плюрироды индивидуально употребляются не часто, наиболее важная вещь относительно их — их скорость роста, измеряемая размерностью Кодайры[англ.].
- κ — размерность Кодайры[англ.]. Она равна {\displaystyle -\infty } (иногда пишут −1), если все плюрироды равны 0, в противном случае — наименьшее число (0, 1 или 2 для поверхностей), такое, что {\displaystyle P_{n}/n^{\kappa }} ограничено. Энриквес не использовал это определение, вместо этого он использовал значения {\displaystyle P_{12}} и {\displaystyle K.K=c_{1}^{2}}. Они определяют размерность Кодайры, поскольку размерность Кодайры {\displaystyle \kappa =-\infty } соответствует {\displaystyle P_{12}=0}, {\displaystyle \kappa =0} соответствует {\displaystyle P_{12}=1}, {\displaystyle \kappa =1} соответствует {\displaystyle P_{12}>1}и {\displaystyle K.K=0}, в то время как {\displaystyle \kappa =2} соответствует {\displaystyle P_{12}>1} и {\displaystyle K.K>0}.
- {\displaystyle h^{i,j}=\mathrm {dim} \,H^{j}(X,\Omega ^{i})} (где {\displaystyle \Omega ^{i}} — это пучок голоморфных i-форм) — это числа Ходжа, часто располагаемые в виде ромба Ходжа

|      |      | h0,0 |      |      |
|      | h1,0 |      | h0,1 |      |
| h2,0 |      | h1,1 |      | h0,2 |
|      | h2,1 |      | h1,2 |      |
|      |      | h2,2 |      |      |

Согласно двойственности Серра hi, j = h 2−i,2−j, а h 0,0 = h 2,2 = 1. Если поверхность кэлерова, то hi, j = hj, i, так что имеется только 3 независимых числа Ходжа.
Для компактных комплексных поверхностей h1,0 равно либо h0,1, либо h0,1 − 1. Первый плюрирод P1 равен числам Ходжа h2,0 = h0,2 и иногда называется геометрическим родом. Числа Ходжа комплексной поверхности зависит только от кольца ориентированных вещественных когомологий поверхности и являются инвариантами по отношению к бирациональным преобразованиям, за исключением h1,1, которое увеличивается на 1 при раздутии точки.

### Связанные с числами Ходжами инварианты
Существует много инвариантов, которые (по меньшей мере для комплексных поверхностей) могут быть записаны в виде линейной комбинации чисел Ходжа, как ниже:
- {\displaystyle b_{0},b_{1},b_{2},b_{3},b_{4}} — это числа Бетти — {\displaystyle b_{i}=dim(H_{i}(S))}. {\displaystyle b_{0}=b_{4}=1} и {\displaystyle b_{1}=b_{3}=h^{1,0}+h^{0,1}=h^{2,1}+h^{1,2}} и {\displaystyle b_{2}=h^{2,0}+h^{1,1}+h^{0,2}}. В характеристике p > 0 числа Бетти (определяемые с помощью l-адических когомологий[англ.]) не обязательно должны быть связаны таким образом с числами Ходжа.
- {\displaystyle e=b_{0}-b_{1}+b_{2}-b_{3}+b_{4}} — это эйлерова характеристика или число Эйлера.
- q — это иррегулярность[англ.], размерность группы Пикара[англ.] и многообразия Альбанезе[англ.], которые для комплексных поверхностей (но не всегда для поверхностей в положительной характеристике) равны h0,1.
- {\displaystyle p_{g}=h^{0,2}=h^{2,0}=P_{1}} — это геометрический род.
- {\displaystyle p_{a}=p_{g}-q=h^{0,2}-h^{0,1}} — это арифметический род[англ.].
- {\displaystyle \chi =p_{g}-q+1=h^{0,2}-h^{0,1}+1} — это голоморфная эйлерова характеристика[англ.] тривиального расслоения. (Оно обычно отличается от числа Эйлера e, описанного выше.) По формуле Нётера[англ.] это число также равно роду Тодда[англ.] ({\displaystyle {\tfrac {c_{1}^{2}+c_{2}}{12}}})
- {\displaystyle \tau } — это сигнатура (второй группы когомологий для комплексных поверхностей) и она равна {\displaystyle 4\chi -e}, что равно {\displaystyle \sum \nolimits _{i,j}(-1)^{j}h^{i,j}}.
- {\displaystyle b^{+}} и {\displaystyle b^{-}} являются размерностями максимальных положительно и отрицательно определённых подпространств {\displaystyle H^{2}}, так что {\displaystyle b^{+}+b^{-}=b_{2}} и {\displaystyle b^{+}-b^{-}=\tau }.
- {\displaystyle c_{2}=e} и {\displaystyle c_{1}^{2}=K^{2}=12\chi -e} — это числа Чженя[англ.], определённые как интегралы различных многочленов от классов Чжэня[англ.]* над многообразием.

Для комплексных поверхностей вышеперечисленные инварианты, определённые в терминах чисел Ходжа, зависят только от лежащего в основе ориентированного топологического многообразия.

### Другие инварианты
Существуют другие инварианты компактных комплексных поверхностей, которые не используются столь активно в классификации. Сюда входят алгебраические инварианты, такие как группа Пикара Pic(X), её фактор — группа Нерона — Севери NS(X) с рангом (число Пикара) ρ, топологические инварианты, такие как фундаментальная группа {\displaystyle \pi _{1}} и группы целочисленных гомологий и когомологий, а также инварианты лежащих в основе гладких четырёхмерныхмерных многообразий, такие как инварианты Зайберга — Виттена и инварианты Дональдсона.

## Минимальные модели и раздутие
Любая поверхность бирационально эквивалентна неособой поверхности, так что в большинстве случаев достаточно классифицировать неособые поверхности.
Если задана любая точка на поверхности, мы можем образовать новую поверхность путём раздутия этой точки, что, грубо говоря, означает, что мы заменяем точку проективной прямой. В данной статье неособую поверхность X будем называть минимальной, если её нельзя получить из другой неособой поверхности путём раздутия точки. По теореме Кастельнуово о стягивании это эквивалентно тому свойству, что X не содержит (−1)-кривых (гладких рациональных кривых с индексом самопересечения −1). (В более современной терминологии программы минимальных моделей гладкая проективная поверхность X называется минимальной, если её каноническое линейное расслоение KX является неф-расслоением. Гладкая проективная поверхность имеет минимальную модель в этом более строгом смысле тогда и только тогда, когда её размерность Кодайры неотрицательна.)
Любая поверхность X бирационально эквивалентна минимальной неособой поверхности и эта минимальная поверхность единственна, если размерность Кодайры поверхности X не меньше 0 или поверхность не является алгебраической. Алгебраические поверхности с размерностью Кодайры {\displaystyle -\infty } могут быть бирационально эквивалентны более одной минимальной неособой поверхности, но легко описать связь этих минимальных поверхностей. Например, раздутая в точке поверхность {\displaystyle \mathbf {P} ^{1}\times \mathbf {P} ^{1}} изоморфна {\displaystyle \mathbf {P} ^{2}}, раздутой дважды. Так что для классификации всех компактных комплексных поверхностей с точностью до бирационального изоморфизма (более или менее) достаточно классифицировать минимальные неособые поверхности.

## Поверхности размерности Кодайры −∞
Алгебраические поверхности размерности Кодайры {\displaystyle -\infty } можно классифицировать следующим образом.
Если q > 0, то слои отображения в многообразие Альбанезе являются проективными прямыми (если поверхность минимальна), так что поверхность является линейчатой. Если q = 0, этот аргумент не работает, так как многообразие Альбанезе является точкой, а в этом случае из теоремы Кастельнуово следует, что поверхность рациональна.
Для неалгебраических поверхностей Кодайра нашёл дополнительный класс поверхностей, называемый типом VII, который остаётся не вполне понятым.

### Рациональные поверхности
Рациональная поверхность — это поверхность, бирационально эквивалентная комплексной проективной плоскости P2. Все они являются алгебраическими. Минимальными рациональными поверхностями являются сами поверхности P2 и поверхности Хирцебруха {\displaystyle \Sigma _{n}} для n = 0 или {\displaystyle n\geqslant 2}. (Поверхность Хирцебруха {\displaystyle \Sigma _{n}} является {\displaystyle \mathbf {P} ^{1}}-расслоением над {\displaystyle \mathbf {P} ^{1}}, связанным с пучком O(0)+O(n). Поверхность {\displaystyle \Sigma _{0}} изоморфна {\displaystyle \mathbf {P} ^{1}\times \mathbf {P} ^{1}}, а {\displaystyle \Sigma _{1}} изоморфна раздутию P2 в точке, так что она не минимальна.)
Инварианты: Плюрироды все равны 0, фундаментальная группа тривиальна.
Ромбы Ходжа:
|   |   | 1 |   |   |                         |
|   | 0 |   | 0 |   |                         |
| 0 |   | 1 |   | 0 | (Проективная плоскость) |
|   | 0 |   | 0 |   |                         |
|   |   | 1 |   |   |                         |

|   |   | 1 |   |   |                          |
|   | 0 |   | 0 |   |                          |
| 0 |   | 2 |   | 0 | (Поверхность Хирцебруха) |
|   | 0 |   | 0 |   |                          |
|   |   | 1 |   |   |                          |

Примеры: P2, P1×P1 = Σ0, поверхности Хирцебруха Σn, квадрики, кубические поверхности, поверхности дель Пеццо, поверхность Веронезе. Многие из этих примеров не являются минимальными.

### Линейчатые поверхности рода > 0
Линейчатые поверхности рода g имеют гладкий морфизм в кривую рода g, слоями которого являются прямые P1. Все эти поверхности являются алгебраическими.
(Поверхности рода 0 являются поверхностями Хирцебруха и они рациональны). Любая линейчатая поверхность бирационально эквивалентна {\displaystyle \mathbf {P} ^{1}\times C} для единственной кривой C, так что классификация линейчатых поверхностей с точностью до бирациональной эквивалентности, по существу, та же самая, что и классификация кривых. Линейчатая поверхность, не изоморфная {\displaystyle \mathbf {P} ^{1}\times \mathbf {P} ^{1}}, имеет единственную образующую ({\displaystyle \mathbf {P} ^{1}\times \mathbf {P} ^{1}} имеет две).
Инварианты: Все плюрироды равны 0.
Ромб Ходжа:
|   |   | 1 |   |   |
|   | g |   | g |   |
| 0 |   | 2 |   | 0 |
|   | g |   | g |   |
|   |   | 1 |   |   |

Примеры: Произведение любой кривой рода > 0 с P1.

### Поверхности класса VII
Эти поверхности никогда не бывают алгебраическими или кэлеровыми. Минимальные поверхности с b2=0 классифицированы Богомоловым и являются либо поверхностями Хопфа, либо поверхностями Иноуэ. Примеры с положительным вторым числом Бетти — поверхности Иноуэ — Хирцебруха, поверхности Еноки и, более общие, поверхности Като. Из гипотезы о глобальной сферической оболочке следует, что все минимальные поверхности класса VII с положительным вторым числом Бетти являются поверхностями Като.
Инварианты: q=1, h1,0 = 0. Все плюрироды равны 0.
Ромб Ходжа:
|   |   | 1  |   |   |
|   | 0 |    | 1 |   |
| 0 |   | b2 |   | 0 |
|   | 1 |    | 0 |   |
|   |   | 1  |   |   |

## Поверхности размерности Кодайры 0
Эти поверхности классифицируются формулой Нётера {\displaystyle 12\chi =c_{2}+c_{1}^{2}}. Для размерности Кодайры 0 K имеет нулевой индекс самопересечения, так что {\displaystyle c_{1}^{2}=0}. Используя выражения {\displaystyle \chi =h^{0,0}-h^{0,1}+h^{0,2}} и {\displaystyle c_{2}=2-2b_{1}+b_{2}}, получаем
{\displaystyle 10+12h^{0,2}=8h^{0,1}+2\left(2h^{0,1}-b_{1}+b_{2}\right)}
Более того, поскольку {\displaystyle \kappa =0}, имеем
{\displaystyle h^{0,2}={\begin{cases}1&K=0\\0&K\neq 0\end{cases}}}
Комбинируя последнее выражение с предыдущим, получаем
{\displaystyle 8h^{0,1}+2\left(2h^{0,1}-b_{1}+b_{2}\right)={\begin{cases}10&K=0\\22&K\neq 0\end{cases}}}
В общем случае {\displaystyle 2h^{0,1}\geqslant b_{1}}, так что три члена слева являются неотрицательными целыми числами, так что имеется всего несколько решений этого уравнения. Для алгебраических поверхностей {\displaystyle 2h^{0,1}-b_{1}} является чётным целым числом между 0 и 2pg, в то время как для компактных комплексных поверхностей значение равно 0 или 1 и равно 0 для кэлеровых поверхностей. Для кэлеровых поверхностей имеем {\displaystyle h^{1,0}=h^{0,1}}.
Большинство решений этих условий соответствует классам поверхностей из таблицы ниже
| b2 | b1 | h0,1 | pg =h0,2 | h1,0 | h1,1 | Поверхности                          | Поля                                                                               |
| -- | -- | ---- | -------- | ---- | ---- | ------------------------------------ | ---------------------------------------------------------------------------------- |
| 22 | 0  | 0    | 1        | 0    | 20   | K3                                   | Любое. Всегда кэлерово над комплексными числами, но не обязательно алгебраическое. |
| 10 | 0  | 0    | 0        | 0    | 10   | Классическая поверхность Энриквеса   | Любое. Всегда алгебраическое.                                                      |
| 10 | 0  | 1    | 1        |      |      | Неклассическая поверхность Энриквеса | Только характеристики 2                                                            |
| 6  | 4  | 2    | 1        | 2    | 4    | Абелевы поверхности, торы            | Любое. Всегда кэлерово над комплексными числами, но не обязательно алгебраическое. |
| 2  | 2  | 1    | 0        | 1    | 2    | Гиперэллиптическая                   | Любое. Всегда алгебраическое                                                       |
| 2  | 2  | 2    | 1        |      |      | Квазигиперболическая                 | Только характеристик 2, 3                                                          |
| 4  | 3  | 2    | 1        | 1    | 2    | Основная поверхность Кодайры         | Только комплексное, никогда кэлерово                                               |
| 0  | 1  | 1    | 0        | 0    | 0    | Вторичная поверхность Кодайры        | Только комплексное, никогда кэлерово                                               |

### Поверхности K3
Эти поверхности являются минимальными компактными комплексными поверхностями размерности Кодайры 0 с q = 0 и тривиальным каноническим линейным расслоением. Все они кэлеровы. Все K3 поверхности диффеоморфны и их класс диффеоморфизма является важным примером односвязного гладкого 4-многообразия со спин-структурой.
Инварианты: Вторая группа когомологий H2(X, Z) изоморфна единственной чётной унимодулярной решётке II3,19 размерности 22 с сигнатурой −16.
Ромб Ходжа:
|   |   | 1  |   |   |
|   | 0 |    | 0 |   |
| 1 |   | 20 |   | 1 |
|   | 0 |    | 0 |   |
|   |   | 1  |   |   |

Примеры:
- Квартики в P3(C)
- Поверхности Куммера[англ.]. Они получаются факторизацией абелевой поверхности автоморфизмом a → −a, затем раздутием 16 особых точек.

Помеченная K3 поверхность — это K3 поверхность вместе с автоморфизмом из II3,19 в H2(X, Z). Пространство модулей помеченных K3 поверхностей является связным нехаусдорфовым гладким аналитическим пространством размерности 20. Алгебраические K3 поверхности образуют счётное множество 19-мерных подмногообразий этого пространства.

### Абелевы поверхности и двухмерные комплексные торы
Двухмерные комплексные торы включают абелевы поверхности. Одномерные комплексные торы — это просто эллиптические кривые и все они являются алгебраическими, но Риман открыл, что большинство комплексных торов размерности 2 алгебраическими не являются. Алгебраические торы — это в точности двухмерные абелевы многообразия.
Большая часть их теории является частным случаем теории многомерных торов или абелевых многообразий. Критерий того, что многообразие является произведением двух эллиптических кривых (с точностью до изогении), был популярной темой изучения в девятнадцатом веке.
Инварианты: Все плюрироды равны 1. Поверхность диффеоморфна {\displaystyle S^{1}\times S^{1}\times S^{1}\times S^{1}}, так что фундаментальной группой служит Z4.
Ромб Ходжа:
|   |   | 1 |   |   |
|   | 2 |   | 2 |   |
| 1 |   | 4 |   | 1 |
|   | 2 |   | 2 |   |
|   |   | 1 |   |   |

Примеры: Произведение двух эллиптических кривых. Любой фактор C2 по решётке.

### Поверхности Кодайры
Поверхности никогда не являются алгебраическими, хотя имеют непостоянные мероморфные функции. Обычно они делятся на два подтипа: основные поверхности Кодайры с тривиальным каноническим расслоением и вторичные поверхности Кодайры, являющиеся факторами первых по конечным группам порядка 2, 3, 4 или 6 и имеющие нетривиальные канонические расслоения. Вторичные поверхности Кодайры имеют такое же отношение к основным, какое имеют поверхности Энриквеса к поверхностям K3, или биэллиптические поверхности имеют к абелевым поверхностям.
Инварианты: Если поверхность является фактором основной поверхности Кодайры по группе порядка k=1,2,3,4,6, то плюрироды Pn равны 1, если n делится на k и 0 в противном случае.
Ромб Ходжа:
|   |   | 1 |   |   |            |
|   | 1 |   | 2 |   |            |
| 1 |   | 2 |   | 1 | (Основная) |
|   | 2 |   | 1 |   |            |
|   |   | 1 |   |   |            |

|   |   | 1 |   |   |             |
|   | 0 |   | 1 |   |             |
| 0 |   | 0 |   | 0 | (Вторичная) |
|   | 1 |   | 0 |   |             |
|   |   | 1 |   |   |             |

Примеры: Возьмём нетривиальное линейное расслоение над эллиптической кривой, удалим нулевое сечение, затем найдём фактор слоёв по группе Z, действующей как умножение на степени некоторого комплексного числа z. В результате получим основную поверхность Кодайры.

### Поверхности Энриквеса
Это комплексные поверхности, для которых q = 0 и каноническое линейное расслоение нетривиально, но {\displaystyle P_{2}\neq 0}. Поверхности Энриквеса все являются алгебраическими (а потому кэлеровыми). Они являются факторами поверхности K3 по группам порядка 2 и их теория подобна теории алгебраических K3-поверхностей.
Инварианты: Плюрироды Pn равны 1, если n чётно, и 0, если n нечётно. Фундаментальная группа имеет порядок 2. Вторая группа когомологий H2(X, Z) изоморфна сумме единственной чётной унимодулярной решётки II1,9 размерности 10 с сигнатурой −8 и группы порядка 2.
Ромб Ходжа:
|   |   | 1  |   |   |
|   | 0 |    | 0 |   |
| 0 |   | 10 |   | 0 |
|   | 0 |    | 0 |   |
|   |   | 1  |   |   |

Помеченные поверхности Энриквеса образуют связное 10-мерное семейство, которое описано явно.
Для характеристики 2 имеются некоторые дополнительные семейства поверхностей Энриквеса, которые называются сингулярными и суперсингулярными поверхностями Энриквеса. Детали см. в статье «Поверхности Энриквеса».

### Гиперэллиптические (или биэллиптические) поверхности
Над полем комплексных чисел эти поверхности являются факторами произведения двух эллиптических кривых по конечной группе автоморфизмов. Конечной группой может служить Z/2Z, Z/2Z+Z/2Z, Z/3Z, Z/3Z+Z/3Z, Z/4Z, Z/4Z+Z/2Z или Z/6Z, что даёт 7 семейств таких поверхностей. Над полями характеристики 2 или 3 имеется несколько дополнительных семейств, получаемых как факторы по неэталевым групповым схемам. Детали см. в статье о гиперэллиптических поверхностях.
Ромб Ходжа:
|   |   | 1 |   |   |
|   | 1 |   | 1 |   |
| 0 |   | 2 |   | 0 |
|   | 1 |   | 1 |   |
|   |   | 1 |   |   |

## Поверхности размерности Кодайры 1
Эллиптическая поверхность - это поверхность, снабжённая эллиптическим расслоением (сюръективное голоморфное отображение в кривую B, такое, что все, кроме конечного числа слоёв, являются гладкими неприводимыми кривыми рода 1). Слой над общей точкой в таком расслоении является кривой рода 1 над полем функций на B. Обратно, если дана кривая рода 1 над полем функций на кривой, её относительной минимальной моделью будет эллиптическая поверхность. Кодайра и другие дали достаточно полное описание всех эллиптических поверхностей. В частности, Кодайра дал полный список возможных особых слоёв. Теория эллиптических поверхностей аналогична теории собственных регулярных моделей эллиптических кривых над кольцами дискретного нормирования (то есть кольцом p-адических целых чисел) и дедекиндовых областей (то есть кольцом целых чисел числового поля).
Для конечных характеристик 2 и 3 можно получить квазиэллиптические поверхности, почти все слои которых могут быть рациональными кривыми с одним узлом, «вырожденными эллиптическими кривыми».
Любая поверхность с размерностью Кодайры 1 является эллиптической (или квазиэллиптической в случае характеристик 2 и 3), но обратное неверно — эллиптическая поверхность может иметь размерности Кодаиры {\displaystyle -\infty }, 0 или 1.
Все поверхности Энриквеса, все гиперэллиптические поверхности, все поверхности Кодайры, некоторые поверхности K3, некоторые абелевы поверхности и некоторые рациональные поверхности являются эллиптическими, в этих примерах они имеют размерность Кодайры, меньшую 1.
Эллиптическая поверхность, базовая кривая B которой имеет род по меньшей мере 2, всегда имеет размерность Кодайры 1, но размерность Кодайры может равняться 1 также для некоторых эллиптических поверхностей с кривой B рода 0 или 1.
Инварианты: {\displaystyle c_{1}^{2}=0,c_{2}\geqslant 0}.
Пример: Если E — эллиптическая кривая и B является кривой рода по меньшей мере 2, то {\displaystyle E\times B} также является эллиптической поверхностью с размерностью Кодайры 1.

## Поверхности размерности Кодайры 2 (поверхности общего типа)
Все они являются алгебраическими и в некотором смысле большинство поверхностей находятся в этом классе. Гизекер показал, что существует грубая схема модулей для поверхностей общего типа. Это значит, что для любых фиксированных значений чисел Чженя {\displaystyle c_{1}^{2}} и {\displaystyle c_{2}} существует квазипроективная схема, классифицарующая поверхности общего типа с этими числами Чженя. Однако задача явного описания этих схем очень сложна и имеется очень мало пар чисел Чженя, для которых это сделано (за исключением случаев, когда схема пуста).
Инварианты: Существуют некоторые условия, которым должны удовлетворять числа Чженя минимальной комплексной поверхности общего типа:
- {\displaystyle c_{1}^{2}>0,c_{2}>0}
- {\displaystyle c_{1}^{2}\leqslant 3c_{2}} (неравенство Богомолова-Миаоки-Яу)
- {\displaystyle 5c_{1}^{2}-c_{2}+36\geqslant 0} (неравенство Нётера)
- {\displaystyle c_{1}^{2}+c_{2}} делится на 12.

Большинство пар целых чисел, удовлетворяющих этим условиям, являются числами Чженя для некоторой комплексной поверхности общего типа.
Примеры: Простейшие примеры — это произведение двух кривых рода по меньшей мере 2 и гиперповерхности степени по меньшей мере 5 в P3. Известно большое число других конструкций. Однако не известна конструкция, которая даёт «типичную» поверхность общего типа для больших чисел Чженя. Фактически даже не известно, существует ли приемлемое понятие «типичной» поверхности общего типа. Найдено много других примеров, включая большинство модулярных поверхностей Гильберта, ложные проективные плоскости, поверхности Барлоу и так далее.